# مهارات الزيت والغاز
مهارات الزيت والغاز أو (بالإنجليزية: OGS - Oil & Gas Skiils)‏ هي إحدى شركات قطاع البترول المصري، والتي تأسست وفقاً لأحكام قانون ضمانات وحوافز الاستثمار رقم 8 لسنة 1997 كشركة مساهمة مصرية برأس مال مصرح به قدره 30 مليون دولار أمريكي.
تم دمجها في عام 2022 في شركة إنبي

## نشاط الشركة
تمكن الشركة حملة أسهمها من تخطيط وإدارة أصولها البشرية بنجاح من خلال توفير المهارات المتقدمة والتقنيات وحلول النظم

## المساهمين
يساهم في رأسمال الشركة كل من:-
- الهيئة المصرية العامة للبترول : 30%
- إيجاس - المصرية القابضة للغازات الطبيعية : 20%
- إيكم - المصرية القابضة للبتروكيماويات : 10%
- إنبي - الهندسية للصناعات البترولية والكيماوية : 10%
- بتروجيت - المشروعات البترولية والاستشارات الفنية : 20%
- جاسكو - المصرية للغازات الطبيعية : 10%

## رؤساء الشركة
- أشرف عباس.[1]
- جلال سليمان.[2]
- سعيد العشماوي.[3]
- ياسر المغربي.[4]
- مصطفي البحر.[5]